# Лоун-Рок (Айова)
Лоун-Рок (англ. Lone Rock) — місто (англ. city) в США, в окрузі Кошут штату Айова. Населення — 146 осіб (2010).

## Географія
Лоун-Рок розташований за координатами 43°13′15″ пн. ш. 94°19′32″ зх. д. / 43.22083° пн. ш. 94.32556° зх. д. (43.220807, -94.325500).  За даними Бюро перепису населення США в 2010 році місто мало площу 0,31 км², уся площа — суходіл.

## Демографія
Згідно з переписом 2010 року, у місті мешкало 146 осіб у 75 домогосподарствах у складі 47 родин. Густота населення становила 477 осіб/км².  Було 82 помешкання (268/км²).
Расовий склад населення:
| - 99,3 % — білих |

До двох чи більше рас належало 0,7 %. Частка іспаномовних становила 1,4 % від усіх жителів.
За віковим діапазоном населення розподілялося таким чином: 15,8 % — особи молодші 18 років, 52,0 % — особи у віці 18—64 років, 32,2 % — особи у віці 65 років та старші. Медіана віку мешканця становила 56,8 року. На 100 осіб жіночої статі у місті припадало 94,7 чоловіків;  на 100 жінок у віці від 18 років та старших — 89,2 чоловіків також старших 18 років.
Середній дохід на одне домашнє господарство  становив 51 545 доларів США (медіана — 45 313), а середній дохід на одну сім'ю — 61 104 долари (медіана — 62 917). За межею бідності перебувало 5,9 % осіб, у тому числі 0,0 % дітей у віці до 18 років та 4,0 % осіб у віці 65 років та старших.
Цивільне працевлаштоване населення становило 68 осіб. Основні галузі зайнятості: освіта, охорона здоров'я та соціальна допомога — 26,5 %, виробництво — 22,1 %, оптова торгівля — 10,3 %, будівництво — 10,3 %.